# Institut de recherche vétérinaire de Harbin
L'Institut de recherche vétérinaire de Harbin est un institut chinois de recherche biologique situé à Harbin, en Chine. Il est sous la supervision de l'Académie chinoise des sciences agricoles.

## Historique
Une unité militaire de recherche bactériologique de l'Armée impériale japonaise avait été créée dans la ville d'Harbin au cours de l'annexion de cette région de la Chine par le japon (entre 1932 et la fin de la seconde guerre mondiale).
Mais, officiellement le prédécesseur de l'Institut de recherche vétérinaire de Harbin de l'Académie chinoise des sciences agricoles était l'Institut de contrôle des animaux du département de l'agriculture et des forêts du Comité administratif du Nord-Est créé trois ans après le démantèlement de l'unité de recherche bactériologique ; c'est-à-dire le 1er juin 1948. En 1949, il a été rebaptisé Institut de médecine vétérinaire du ministère de l'Agriculture du gouvernement populaire du Nord - Est. En 1955, l'institut a été transféré au ministère de l'Agriculture de la république populaire de Chine et s'appelait Harbin Veterinary Research Institute.
En 1953, le département pharmaceutique de l'Institut a été scindé et une autre usine de fabrication biopharmaceutique vétérinaire de Harbin créée au 26 rue Dacheng. Le département de recherche a été transféré dans le nouveau bâtiment de recherche de l'université de Chine orientale, et a été transféré à la nouvelle Académie chinoise des sciences agricoles en 1957, et a été nommé Institut de médecine vétérinaire de l'Académie chinoise des sciences agricoles. En 1965, il a été rebaptisé Institut de recherche vétérinaire de Harbin de l'Académie chinoise des sciences agricoles. 
En 2013, l'institut a attiré l'attention du public en raison des controverses entourant ses recherches sur les virus H5N1 et H1N1,.
En 2018, l'Institut a mis en service le deuxième laboratoire P4 du pays et le premier pour les grands animaux.

## Recherches sur les familles decoronavirus
Les coronavirus constituent une famille de virus présents dans le règne animal et font l'objet de recherches de cet institut vétérinaire. Les recherches des professeurs d'Harbin sur ce thème font l'objet de nombreuses publications récurrentes depuis 2014. Notamment, fin mars 2020 une équipe de l'institut a publié une étude sur la contagiosité du Covid-19 par les chats,.

## Organigramme

### Département Fonction et Management
- Bureau
- Bureau du comité du parti
- Bureau du personnel
- Bureau des finances
- Bureau de la gestion de la recherche et de la coopération internationale
- Bureau de transformation des réalisations
- Bureau de formation des diplômés
- Centre de services logistiques[10]

### Plateforme de recherche
- Laboratoire d'État clé de biotechnologie vétérinaire
- Laboratoire national de biosécurité de haut niveau pour la prévention et le contrôle des maladies animales
- Laboratoire national de référence sur l'influenza aviaire
- Laboratoire national de référence pour la pleuropneumonie infectieuse bovine
- Groupe de discipline de médecine vétérinaire et de technologie diagnostique du ministère de l'agriculture
- Centre de supervision, d'inspection et d'essai de la qualité des animaux de laboratoire du ministère de l'Agriculture
- Centre de référence de la FAO sur la grippe animale
- Laboratoire de référence de l'OIE sur la grippe aviaire
- Laboratoire de référence de l'OIE pour l'anémie infectieuse équine
- Laboratoire de référence de l'OIE pour la bursite infectieuse
- Centre de collaboration OIE Asie-Pacifique sur les zoonoses
- Laboratoire national de référence de Neisseria équine
- Laboratoire national de référence sur l'anémie infectieuse équine

### Centre de soutien à la recherche et de service technique
- Centre d'évaluation des médicaments vétérinaires
- Centre de tests de santé animale
- Base animale expérimentale
- Département d'expérimentation animale
- Salle centrale des instruments
- Laboratoire de pathologie
- Laboratoire de microscopie électronique
- Centre d'inspection de la qualité
- Centre national de semences animales du Laboratoire national de volaille

### Établissement d'enseignement
- École de médecine vétérinaire,
- École supérieure de l'Académie chinoise des sciences agricoles

### Plateforme d'industrialisation
- Société de développement des biotechnologies de Harbin Veken
- Harbin Guosheng Biotechnology Co., Ltd[11].